# Jean-Noël Riff
Jean-Noël Riff (* 22. April 1981 in Mülhausen, Département Haut-Rhin) ist ein französischer Schachspieler.

## Leben
Jean-Noël Riff wuchs im Dorf Seppois-le-Bas auf. Im Alter von viereinhalb Jahren fing er mit dem Schachspielen an. Sein drei Jahre älterer Bruder Sébastien, der mit einer höchsten Elo-Zahl von 2293 auch ein starker Schachspieler wurde, brachte ihm die Regeln bei. Jean-Noël Riff spielt neben dem Schach auch Basketball.

## Erfolge
Zwei Mal konnte er das Turnier in Saint-Chély-d’Aubrac gewinnen, und zwar 2009 und 2011. Den 22. Grand Prix in Le Touquet-Paris-Plage gewann er 2007 vor Jean-Marc Degraeve und Jurij Wowk.
Vereinsschach spielt er in Frankreich für Philidor Mulhouse. Dort ist er auch Mannschaftsführer. Mit Philidor Mulhouse nahm er an den European Club Cups 1997 und 2000 teil, mit dem Schweizer Verein Schachfreunde Reichenstein an den Club Cups 2006, 2007 und 2008. Mit Reichenstein konnte er 2006 die Schweizer Mannschaftsmeisterschaft gewinnen; 2006, 2007 und 2008 wurde er als bester Spieler der Schweizer Nationalliga A ausgezeichnet. Seit 2014 spielt er für den Club d’Echecs de Genève, mit dem er 2015 und 2019 die Schweizer Mannschaftsmeisterschaft gewann. Im elsässischen Bisel, also an der Schweizer Grenze wohnend, spielte er zusätzlich mit dem Schweizer Verein Porrentruy Echiquier Bruntrutain von 2016 bis 2018 in der Bundesliga, seit 2018 spielt er für Cercle d'échecs de Nyon. Auch in der Mannschaftsmeisterschaft des Baskenlandes spielte er schon, und zwar für Naturgas Sestao. In Deutschland spielt er seit mehr als 15 Jahren, früher für den SK Freiburg-Zähringen 1887, dann für Rochade Kuppenheim und seit 2010 für die OSG Baden-Baden. In der belgischen Interclubs spielte er in der Saison 2005/06 für Royal Namur Echecs und in der Saison 2018/19 für den Meister Cercle d’Échecs Fontainois.
Seit August 2005 trägt er den Titel Internationaler Meister. Die Normen hierfür erzielte er im Juli 2004 beim Mülhausener GM-Festival, zwei Wochen später beim Open in Saint-Chély-d’Aubrac, das Manuel Apicella gewann, sowie im Juli 2005 beim 4. Open in La Fère. Seit August 2014 ist er Großmeister. Hierfür erzielte er die notwendigen Normen beim Mülhausener GM-Festival im Juli 2008, beim 24. Open in Le Touquet im Oktober 2009 sowie in der französischen Mannschaftsmeisterschaft 2012.